# Josef Ochs
Franz Josef Ochs, genannt Seppl Ochs (* 31. März 1905 in Schmitten (Hochtaunus); † 12. November 1987) war ein deutscher Kriminalbeamter und SS-Obersturmführer, der im Nationalsozialismus an der Deportation von Sinti und Roma beteiligt war. In der Nachkriegszeit wirkte er von 1951 bis 1965 im Bundeskriminalamt (BKA) als Leiter der Exekutivabteilung der Sicherungsgruppe des BKA und als Referatsleiter sowie stellvertretender Leiter der Abteilung Nachrichtensammlung.

## Leben
Josef Ochs wurde als Sohn eines Holzwollfabrikanten im Luftkurort Schmitten im Taunus geboren. Nach dem Erwerb des Abiturs 1925 studierte er Rechtswissenschaften und Volkswirtschaftslehre an den Universitäten Frankfurt am Main, München und Erlangen. 1933 promovierte er zum Dr. jur., anschließend arbeitete er bis zum Sommer 1934 in der väterlichen Fabrik, ehe er bis September 1936 als treuhänderischer Mitinhaber einer Schuhhandelsfirma tätig war.

### Zeit des Nationalsozialismus

#### Kripobeamter und SS-Obersturmführer
Anfang Oktober 1936 begann er seine berufliche Laufbahn bei der Kriminalpolizei Frankfurt und bestand sein Kommissarexamen im Juli 1938 mit „gut“. Im September 1938 heiratete er die 13 Jahre jüngere Tochter eines Apothekers. Aus der Ehe gingen zwei 1939 und 1943 geborene Kinder hervor. Ende 1938 wurde er nach Düsseldorf versetzt und am 15. Januar 1939 zum Kriminalbeamten auf Lebenszeit ernannt.
Der SA war Ochs bereits am 1. Mai 1933 beigetreten, am 10. Juli 1937 beantragte er die Aufnahme in die NSDAP und wurde rückwirkend zum 1. Mai desselben Jahres aufgenommen (Mitgliedsnummer 5.927.971). Februar 1938 trat er der SS bei (SS-Nummer 290.982) und wurde zum 2. Juli 1938 zum SS-Obersturmführer ernannt.
Laut eigenen Angaben will Ochs zwischen Oktober und Dezember 1939 im vom Deutschen Reich annektierten Thorn (Danzig-Westpreußen) „zwecks Einrichtung einer Kripo-Dienststelle“ tätig gewesen sein. Die Vermutung des Kriminologen Dieter Schenk, er habe statt diesen Angaben in Wirklichkeit einer SS-Einsatzgruppe angehört und an deren Morden teilgenommen, konnten nicht belegt werden.

#### Reichskriminalpolizeiamt (RKPA) und Kripoleitstelle Düsseldorf
Ochs war von Ende 1939 bis Juli 1941 im von Eduart Richrath geleiteten Referat V A 2b („Asoziale, Prostituierte, Zigeuner“) des Reichskriminalpolizeiamts (RKPA) als Sachbearbeiter zuständig für die Einweisungen in Konzentrationslager. Die örtlichen Kriminalpolizeistellen bzw. Kriminalpolizeileitstellen stellten im Rahmen der vorbeugenden Verbrechensbekämpfung einen Vorbeugehaftbefehl zur Einweisung in KZs aus, der binnen einer Woche durch das Referat V A 2b bestätigt werden musste.
Er war der Vertreter des RKPA bei der Maideportation 1940 beim Sammellager in Köln; hier selektierte er in Zusammenarbeit mit der Rassenhygienischen Forschungsstelle die rheinischen „Zigeuner“ für den Transport ins deutsch besetzte Polen. Auch danach war er mit „Zigeunerfragen“ beschäftigt. Beispielsweise schrieb Ochs für die „Reichszentrale zur Bekämpfung des Zigeunerunwesens“ in einem Brief vom 9. August 1940 an die anfragende Kriminalpolizeistelle Magdeburg, der betreffende Familienvater Robert R. sei entgegen seiner Behauptung nicht arischer Abstammung, man müsse von einem „Zigeuner-Mischling […] mit vorwiegendem Zigeunerblutsanteil“ ausgehen. Aufgrund dieser Beurteilung wurde R. aus der Wehrmacht entlassen und später, am 1. März 1943, mit Frau und sechs Kindern in das Zigeunerlager Auschwitz deportiert. Für den Historiker Andrej Stephan zeigt dieses Schreiben exemplarisch, „dass Ochs sehr wohl eigene Kompetenzen innehatte und er sich nicht als stetig nur Befehle Empfangender und diese Ausführender sehen musste“. So wurde in einer von Kriminaldirektor und SS-Sturmbannführer Friedrich Riese verfassten dienstlichen Beurteilung vom 15. September 1940 auch seine Eigeninitiative betont:

„Er wurde auf den Arbeitsgebieten Vorbeugende Verbrechensbekämpfung und Zigeunerangelegenheiten sowie bei der Planung des sicherheitspolizeilichen kolonialen Einsatzes beschäftigt. (…) Gestützt auf fachliche und allgemeine Kenntnisse verfügt er über ein bemerkenswert sicheres und selbständiges Urteilsvermögen. Neue oder grundsätzlich bedeutsame Vorgänge werden erkannt und aus eigener Initiative zweckmäßig ausgewertet.“

Auch nach seiner Versetzung zur Kripoleitstelle Düsseldorf im Juni 1941 wirkte Ochs im Zuge der „vorbeugenden Verbrechensbekämpfung“, etwa indem er den Vorstand des Polizeigefängnisses Hamburg-Fuhlsbüttel in einem Brief vom 22. Juli 1943 aufforderte, den 1919 geborenen Johann A. nach Beendigung von dessen Zuchthausstrafe „in das Polizeigefängnis Düsseldorf überführen zu lassen, da ich beabsichtige, gegen ihn polizeiliche Vorbeugungsmaßnahmen anzuordnen“.
In Konflikt mit seinen Vorgesetzten geriet Ochs, als er sich im Herbst 1941 weigerte, den ihm nahegelegten Austritt aus der Katholischen Kirche zu vollziehen, er stattdessen in seiner schriftlichen Begründung vom 24. Oktober 1941 ein solches Ansinnen als „Konjunkturrittertum“ bezeichnete und um die „Aufhebung seiner Unabkömmlichkeitsstellung als Kripo-Beamter“ bat, da er mit der Wehrmacht an der Front kämpfen wollte. Dies wurde ihm verwehrt. Nach dem Krieg bewertete Ochs eine wenige Wochen währende Versetzung nach Magdeburg im August 1943 als Folge dieser Auseinandersetzung. Tatsächlich hatte er sich, nachdem sein Schwager im Krieg gefallen war, mit dem Einverständnis seines Düsseldorfer Vorgesetzten dann ab dem 1. Februar 1944 bis März 1945 für ein Apothekenpraktikum halbtags freistellen lassen, um sich die Perspektive offen zu halten, die Apotheke seines verstorbenen Schwagers fortführen zu können.

### Nachkriegszeit

#### Internierung
Nach dem 8. Mai 1945 war Ochs im Internierungslager Neuengamme, das von Anfang Juni 1945 bis 13. August 1948 bestand, inhaftiert. Otto Hellwig, Mithäftling in Neuengamme und früherer Kommandeur der Führerschule der Sicherheitspolizei und des SD in Berlin-Charlottenburg, bei der auch Ochs einen Lehrgang besucht hatte, gab eine schriftliche Eidesstattliche Erklärung zu dessen Gunsten ab. Ochs und andere SS-Mitglieder des RKPA hätten nicht aktiv an ihrer Aufnahme in die SS mitgewirkt, die Dienstgradangleichung zur SS sei „befehlsmäßig ohne Befragung automatisch durchgeführt worden“. Dieser „Persilschein“ wurde später von weiteren ehemaligen SS-Männern aus dem RKPA verwendet und kursierte als Kopie unter Betroffenen, etwa beim späteren BKA-Präsidenten Paul Dickopf. Die aktive Beteiligung dieser Personengruppe an ihrer Aufnahme in die SS ist heute gut belegt. Die Behauptung, bei den SS-Eintritten von Dickopf, Ochs u. a. handelte es sich um eine rein formale „Dienstgradangleichung“ ohne eigenes Zutun, ist eine „Nachkriegslegende von Dickopf, Holle & Co.“ Ochs war auch weiterhin sehr erfolgreich darin, für ihn entlastende „Persilscheine“ angesehener Persönlichkeiten zu organisieren, unter anderem zwei auf 1946 und 1948 datierte „Ehrenerklärungen“ des nordrhein-westfälischen Ministerpräsidenten Karl Arnold.
Im Prozess vor einem britischen Militärgericht wurde er 1947 vom Vorwurf der „kurz vor Kriegsende erfolgten Ermordung von ‚Fremdarbeitern‘ freigesprochen“.

#### In „Sicherungsgruppe“ des Bundeskriminalamtes (BKA)
Nachdem er bis Juli 1949 arbeitslos gewesen war, arbeitete er ein Jahr im Werkschutz der Rheinischen Röhrenwerke AG Düsseldorf, ehe er im Dezember 1950 bei der Düsseldorfer Kriminalpolizei angestellt wurde. Im Mai 1951 wechselte Ochs in das Kriminalpolizeiamt der Britischen Zone und damit direkt in das daraus entstehende Bundeskriminalamt. In der Gründungsphase der „Sicherungsgruppe“ des BKA, die für den polizeilichen Staatsschutz sowie den Personenschutz für Mitglieder der Bundesregierung zuständig war, führte er deren Exekutivabteilung und nach einem Briefbombenattentat 1952 auf Bundeskanzler Konrad Adenauer die zuständige Sonderkommission.
Der Historiker Patrick Wagner, Leiter des Projekts BKA-Historie, betont, dass Ochs in diesem Fall die Täterschaft einer rechtszionistischen Terrorgruppe aus Israel zum Anlass nahm, um in einem internen Bericht von „Zürich, Paris, Amsterdam und München“ als „Zentralen des Judentums in Europa“ zu schreiben und – da man der Täter nicht habhaft werden konnte – seinen Vorgesetzten empfahl, „Internierungslager“ für Menschen aus deren Umfeld einzurichten, da nur der „Weg der Repressalien“ bleibe.

#### Stellvertretender Abteilungsleiter und „Zigeunerexperte“ des BKA
Danach leitete Ochs ein Referat in der Abteilung Nachrichtensammlung und wurde schließlich 1954 stellvertretender Leiter dieser Abteilung. In dieser Funktion war er ab 1954 als „Zigeunerexperte“ des BKA für dessen letztlich nicht erfolgreiche Versuche verantwortlich, „eine polizeiliche Sonderkontrolle der Sinti und Roma unter Federführung des BKA zu institutionalisieren“. Ochs hatte als Vertreter des BKA auf Tagungen einer vom BKA-Präsidenten Hanns Jess eingerichteten „Unterkommission“ der unter dem Kürzel „AG Kripo“ bekannt gewordenen Arbeitsgemeinschaft der Leiter der Landeskriminalämter mit dem Bundeskriminalamt, welche in Kooperation mit den Landeskriminalämtern Richtlinien über die „Möglichkeiten einer Intensivierung der Bekämpfung krimineller Landfahrer“ erarbeiten sollte, umfangreiche Kontrollmaßnahmen gegenüber den nun als „Landfahrer“ statt wie im Nationalsozialismus „Zigeuner“ bezeichneten Sinti und Roma gefordert.
In der Präambel des Entwurfs, der unter dem BKA-Vertreter Ochs erarbeitet wurde, hieß es, man müsse bei dieser Personengruppe von einer „nomadisierende[n] Lebensweise, Arbeitsscheu und hohe[r] Kriminalität“ ausgehen, eine länderübergreifende Kontrolle und Totalerfassung sei geboten. Obwohl laut Tagungsprotokoll „kaum grundsätzliche Bedenken“ gegen diese Richtlinien geäußert wurden, scheiterte deren Verabschiedung letztlich an den Sonderinteressen des Bayerischen Landeskriminalamtes, das eigene Datensammlungen und Vorgehensweisen nicht zugunsten einer zentralen Erfassung durch das BKA reglementiert sehen wollte (vergleiche Zigeunerzentrale).

#### Staatsanwaltschaftliche Ermittlungen gegen Ochs
Im Jahr vor Ochs’ Pensionierung 1965 begannen staatsanwaltschaftliche Ermittlungen gegen ihn, nachdem das Berlin Document Center am 30. April 1964 der Frankfurter Generalstaatsanwaltschaft Unterlagen zugesandt hatte, die auf eine Tätigkeit von Ochs im Reichssicherheitshauptamt (RSHA) hindeuteten. In der Tat hatte das Reichskriminalpolizeiamt, Ochs’ Dienststelle, als Amt V zum RSHA gehört. Doch die Generalstaatsanwaltschaft vermochte eine entsprechende Tätigkeit von Ochs im RSHA nicht zu erkennen und entschied, dass „von weiteren routinemäßigen Abfragen bei der Zentralen Stelle in Ludwigsburg Abstand genommen werden“ solle. Gegenstand der Ermittlungen waren „Einweisungen in Konzentrationslager unter dem Oberbegriff ‚Vernichtung durch Arbeit’“.
Man begnügte sich mit Vernehmungen des Juristen Ochs. Er sagte in seiner ersten Vernehmung am 18. Oktober 1966 aus, er habe weder mit Einweisungen in Konzentrationslager zu tun gehabt, noch an der „Vernichtung durch Arbeit“ mitgewirkt. In einer abschließenden Vernehmung vor Einstellung des Verfahrens 1970 machte er geltend, „Sonderbehandlungen“ seien ihm „völlig unbekannt“ gewesen – er habe im Gegenteil davon ausgehen können, dass die „nach dem Vorbeugungserlaß eingewiesenen Häftlinge legal behandelt wurden“.
Ochs’ Einlassung, er habe damals keine Kenntnis davon gehabt, dass der Begriff „Sonderbehandlung“ in der Tarnsprache der SS für die Ermordung rassisch unerwünschter Menschen steht, hält sein Biograph Andrej Stephan für eine unglaubwürdige Schutzbehauptung, da Ochs aufgrund von Mitteilungen aus den Konzentrationslagern, die ihn erreichten, wusste, „dass die von ihm persönlich verfügten Maßnahmen Menschen in den Tod führten“.